# Pappole
Pour l’article homonyme, voir Pappolus.
Papole, Pappole, Papoul ou Pappolus est le 26e évêque de Metz.
Il a été sur le siège épiscopal pendant trois ans vers 610 ou 612.
En 612 il fonde Saint Innocens, ordre bénédictin qui deviendra l’abbaye Saint-Symphorien quand elle aura reçu les reliques du saint.
Il transforme également l'église Saint-Clément de Metz en abbatiale.
Il est mort vers 614.
Saint catholique, il est fêté le 21 novembre.